# HD 152082
HD 152082 är en ensam dubbelstjärna belägen i den södra delen av stjärnbilden Altaret. Den har en  skenbar magnitud av ca 6,02 och är mycket svagt synlig för blotta ögat där ljusföroreningar ej förekommer. Baserat på parallaxmätning inom Hipparcosuppdraget på ca 6,9 mas, beräknas den befinna sig på ett avstånd på ca 470 ljusår (ca 144 parsek) från solen. Den rör sig närmare solen med en heliocentrisk radialhastighet på ca -9 km/s.

## Egenskaper
Primärstjärnan HD 152082 A är en vit till blå jättestjärna och skalstjärna av spektralklass A0 III. Den har en radie som är ca 3,6 solradier och har ca 65 gånger solens utstrålning av energi från dess fotosfär vid en genomsnittlig effektiv temperatur av ca 8 200 K.
Följeslagaren HD 152082 B är en stjärna av 13:e magnituden som ligger separerad med 6,8 bågsekunder (år 2000) vid en positionsvinkel av 329°.